# Non calpestare i fiori nel deserto
Non calpestare i fiori nel deserto è il quattordicesimo album in studio del cantautore italiano Pino Daniele pubblicato il 25 marzo 1995 dalla CGD East West.

## Il disco
A detta dello stesso cantante, l'album è stato realizzato con la precisa intenzione di trovare un nuovo modo di fare canzoni, avvicinandosi così alle atmosfere musicali dell'Africa settentrionale.
Il risultato è stato un album dichiaratamente pop ma che, secondo la critica musicale, mescola tra loro anche elementi di molti altri generi diversi, quali la canzone napoletana, il blues, il rock, il rap, il reggae, l'hip hop ed il jazz.
A legare tra loro brani con generi così diversi è la comune tematica dell'amore. Pino Daniele ha spiegato questa sua scelta affermando che «l'amore supera le mode e le epoche, l'amore è un sentimento che non cambia, anche a distanza di anni».
All'interno del disco sono incluse anche collaborazioni con Irene Grandi, che duetta con Daniele in Se mi vuoi, e con Jovanotti, che con il cantautore napoletano ha scritto ed interpretato i brani Un deserto di parole e Stress.

## Successo
Non calpestare i fiori nel deserto fu il 2º disco più venduto dell'anno,  grazie alle 800 000 copie vendute durante il 1995, Il disco ha ottenuto apprezzamenti anche da parte della critica, che ad ottobre del 1995 lo ha premiato a Sanremo con la Targa Tenco nella categoria miglior album.
In seguito al successo ottenuto dal disco, Pino Daniele ha inoltre ricevuto il premio come Artista dell'anno al Festivalbar 1995.

## Curiosità
Il nome del disco viene citato da Federico Salvatore nel suo brano Incidente in Paradiso, presente nel suo album Il mago di Azz (1996): nello stesso pezzo il cabarettista fa riferimento anche a Daniele stesso, chiamandolo ironicamente Pino San Daniele e accreditandolo come "l'inventore del prosciutto crudo".

## Tracce
Testi e musiche di Pino Daniele, eccetto dove indicato.
1. 'O cammello 'nnammurato – 4:30
2. Un deserto di parole (feat. Jovanotti) – 3:53 (Pino Daniele, Jovanotti)
3. Io per lei – 3:33
4. Se mi vuoi (feat. Irene Grandi) – 3:09
5. Un angolo di cielo – 3:03
6. Fumo nero – 4:08
7. Resta... Resta cu'mme' – 2:45
8. Bambina – 4:31
9. Notte che fai – 4:03
10. E se amore sarà – 3:16
11. Stress (feat. Jovanotti) – 5:22 (Pino Daniele, Jovanotti)
12. Anima – 4:34
13. Oasi (strumentale) – 1:00

## Classifiche
| Classifica (1995) | Posizione massima |
| ----------------- | ----------------- |
| Italia            | 1                 |
| Europa            | 24                |

### Classifiche di fine anno
| Classifica (1995) | Posizione |
| ----------------- | --------- |
| Europa            | 64        |
| Italia            | 2         |

## Musicisti
- Pino Daniele - voce, chitarra
- Maria Pia de Vito - voci di sottofondo (in Fumo nero)
- Jimmy Earl - basso
- Lele Melotti - batteria
- Carlo Giardina - programmazione, percussioni (in Un deserto di parole)
- Ovidio Baldassari - tastiera
- Manu Katché - batteria
- Mike Mainieri - vibrafono, marimba (in Bambina)
- Fabrizio Facioni - programmazione
- Rita Marcotulli - tastiera, pianoforte, arrangiamenti degli archi
- Alfredo Paixao - basso (in Bambina)
- Marco Salvati - programmazione, percussioni (in Un deserto di parole)
- Saturnino - basso (in Un deserto di parole e Stress)